# Erdőhorváti
Erdőhorváti es un pueblo ubicado en el distrito de Sárospatak, en el condado de Borsod-Abaúj-Zemplén, Hungría.

## Superficie
Posee una superficie de 50,11 kilómetros cuadrados.

## Demografía
Hasta 2019 la población era de 597 habitantes, con una densidad de población de 11,91 habitantes por kilómetro cuadrado.